# CureVac
Sede da CureVac em Tubinga
CureVac NV é uma empresa biofarmacêutica alemã que desenvolve terapias baseadas em RNA mensageiro (mRNA). Legalmente domiciliada na Holanda e sediada em Tubinga, Alemanha, a empresa foi fundada em 2000 por Ingmar Hoerr (CEO), Steve Pascolo (CSO), Florian von der Mulbe (COO), Günther Jung e Hans-Georg Rammensee. CureVac tinha aproximadamente 240 funcionários em novembro de 2015 e 375 em maio de 2018.
O foco da empresa está no desenvolvimento de vacinas para doenças infecciosas e medicamentos para tratar o câncer e doenças raras. CureVac firmou várias colaborações com organizações, incluindo acordos com Boehringer Ingelheim, Sanofi Pasteur, Johnson & Johnson, Genmab, Fundação Bill & Melinda Gates, Eli Lilly and Company, GlaxoSmithKline, Coalition for Epidemic Preparedness Innovations, a International AIDS Vaccine Initiative, e o governo da Alemanha.
Em janeiro de 2021, CureVac anunciou uma colaboração de desenvolvimento clínico para sua vacina COVID-19, chamada CVnCoV (ingrediente ativo zorecimeran), com a empresa farmacêutica multinacional Bayer. Em dezembro de 2020, o CVnCoV estava em um ensaio clínico de Fase III de 36.500.

## História

### Colaborações de pesquisa
Em outubro de 2013, a CureVac lançou uma colaboração com a Janssen Pharmaceuticals Inc., uma empresa Johnson & Johnson, para o desenvolvimento de novas vacinas contra a gripe. Também em 2013, o CureVac anunciou o quarto de uma série de parcerias com o Cancer Research Institute e Ludwig Cancer Research para permitir testes clínicos de novas opções de tratamento de imunoterapia contra o câncer.
Em março de 2014, CureVac ganhou um prêmio de 2 million € concedido pela Comissão Europeia para estimular novas tecnologias de vacinas. Posteriormente, em julho de 2014, a CureVac assinou um contrato de licença exclusiva com a Sanofi Pasteur para desenvolver e comercializar uma vacina profilática à base de mRNA. Em setembro de 2014, a empresa licenciou os direitos globais de seu candidato da Fase I - CV9202 - para a Boehringer Ingelheim. A Boehringer deveria conduzir ensaios usando a vacina de mRNA em combinação com afatinib no câncer de pulmão de células não pequenas mutado do receptor do fator de crescimento epidérmico avançado e / ou metastático (EGFR) (NSCLC), bem como NSCLC de estágio III inoperável.
Em março de 2015, um investidor CureVac, a Fundação Bill & Melinda Gates, concordou em fornecer financiamento separado para vários projetos para desenvolver vacinas profiláticas com base na plataforma de mRNA proprietária do CureVac. Em setembro de 2015, o CureVac entrou em uma colaboração com a International AIDS Vaccine Initiative (IAVI) para acelerar o desenvolvimento de vacinas contra a AIDS, utilizando imunógenos desenvolvidos pela IAVI e parceiros, fornecidos por meio da tecnologia de mRNA do CureVac. No mesmo mês, a CureVac anunciou que abriria um hub dos Estados Unidos em Boston, Massachusetts.
De acordo com seu acordo com a Lilly, a empresa iniciou a construção de uma unidade de produção em 2016.

### Investimento
Em 2017, CureVac recebeu aproximadamente US$359 milhões em investimentos de capital e foi avaliado em US$1.65 mil milhões. Em junho de 2020, o governo federal anunciou que o banco de desenvolvimento estatal KfW iria investir imediatamente 300 milhões de euros na Curevac, o que significa que terá uma participação de 23 por cento na CureVac.
Em 14 de agosto de 2020, CureVac começou a negociação pública na bolsa NASDAQ sob o símbolo, CVAC, arrecadando US$213 milhões em sua oferta pública inicial.

### Relatórios de aberturas de administração de Trump
Em 11 de março de 2020, foi relatado que o CEO da CureVac AG, Daniel Menichella, não era mais o CEO da empresa, tendo sido substituído pelo fundador da empresa Ingmar Hoerr. Menichella teria se encontrado com o presidente dos Estados Unidos, Donald Trump, em 2 de março. De acordo com Welt am Sonntag, citando uma fonte anônima do governo alemão, Trump tentou persuadir o CureVac a se mudar para os Estados Unidos, uma proposta vigorosamente rejeitada pelas autoridades alemãs. Em 16 de março, o CureVac emitiu uma declaração no Twitter, afirmando "Para deixar claro novamente sobre o coronavírus : o CureVac não recebeu do governo dos EUA ou de entidades relacionadas uma oferta antes, durante e desde a reunião da Força-Tarefa na Casa Branca em 2 de março. CureVac rejeita todas as alegações da imprensa. "

## Vacina candidata COVID-19
O CVnCoV é uma vacina de mRNA que codifica uma parte mínima da proteína spike do coronavírus e ativa o sistema imunológico contra ela. A tecnologia CVnCoV não interage com o genoma humano.
Em dezembro de 2020, CureVac iniciou um ensaio clínico de Fase III de CVnCoV com 36.500 participantes. A Bayer fornecerá suporte para estudos clínicos e logística internacional para o estudo de Fase III, e pode estar envolvida na eventual fabricação caso a vacina se prove segura e eficaz. Em 12 de fevereiro de 2021, CureVac anunciou o início de uma apresentação contínua com a Agência Europeia de Medicamentos (EMA) para a sua vacina candidata, um processo otimizado para a revisão de todos os dados necessários para uma potencial autorização de comercialização.